# Kelestény
Kelestény (szlovákul Klieština) község Szlovákiában, a Trencséni kerületben, a Vágbesztercei járásban.

## Fekvése
Vágbesztercétől 12 km-re északnyugatra, a Marikó völgyében fekszik. A Marikóba igyekvő Radotina-patak folyik át rajta.

## Története
1408-ban „Klystyna” néven említik először. 1438-ban „Kleschyna” formában találjuk. 1439-től Vágbeszterce várának tartozéka, majd a budatíni uradalom része volt. 1504-ben „Klescina”, 1507-ben „Kliesczina” alakban szerepel az írott forrásokban. 1598-ban 8 háza volt. 1784-ben 60 házában 65 családban 344 lakos élt.
A 18. század végén Vályi András így ír róla: „KLICSINA. Tót falu Trentsén Várm. földes Urai G. Balassa, és Szapári Uraságok, lakosai katolikusok, fekszik Marikovához, mellynek filiája nem meszsze, Pukhovhoz mint egy mértföldnyire, vidékje soványas, vagyonnyai is selejtesek, fája mind a’ két féle van.”
1828-ban 16 háza állt 361 lakossal, akik juhtenyésztéssel, kosárfonással, szitakészítéssel foglalkoztak. A 19. században földesurai a Balassa és Szapáry családok voltak.
Fényes Elek 1851-ben kiadott geográfiai szótárában így ír a faluról: „Klesztyina, Trencsén m. tót falu, 301 kath. lak. F. u. b. Balassa, gr. Szapáry.”
A trianoni békéig Trencsén vármegye Vágbesztercei járásához tartozott.
Később hosszú ideig Alsómarikó része lett és csak a 20. század végén lett újra önálló.

## Népessége
| Év:            | 1994. | 2004.   | 2014.   | 2024.   |
| -------------- | ----- | ------- | ------- | ------- |
| Emberek száma: | 389   | 372     | 349     | 332     |
| Eltérés:       |       | -4,37 % | -6,18 % | -4,87 % |

| Év:            | 2023. | 2024.   |
| -------------- | ----- | ------- |
| Emberek száma: | 336   | 332     |
| Eltérés:       |       | -1,19 % |

1910-ben 341, túlnyomórészt szlovák lakosa volt.
2001-ben 379 lakosából 378 szlovák volt.
2011-ben 350 lakosából 346 szlovák volt.

## Külső hivatkozások
- Községinfó
- Kelestény Szlovákia térképén
- E-obce.sk Archiválva 2008. február 19-i dátummal a Wayback Machine-ben